# B-9
B-9, nome completo B-9 Class M-3 General Utility Non-Theorizing Environmental Control Robot, noto anche semplicemente come Robot, è un robot immaginario protagonista del franchise di fantascienza Lost in Space. Il robot è stato creato da Robert Kinoshita, noto per aver realizzato anche Robby the Robot, protagonista del celebre film di fantascienza del 1956 Il pianeta proibito (Forbidden Planet), diretto da Fred M. Wilcox e prodotto dalla Metro-Goldwyn-Mayer.

## Biografia del personaggio
Il B-9 della serie televisiva del 1965 è una macchina dotata di forza sovrumana e armi futuristiche, ma mostra anche caratteristiche umane, quali il saper ridere, l'essere triste o beffardo, oltre a cantare e suonare la chitarra. Poiché il suo ruolo principale è quello di proteggere il membro più giovane dell'equipaggio, Will Robinson, le frasi ad effetto del Robot sono spesso "That does not compute" (lett. "Non calcola") e, la più celebre, "Danger, Will Robinson!" (lett. "Pericolo, Will Robinson!"), accompagnato dall'agitarsi delle sue braccia.
Nel film per la televisione del 2004 The Robinsons: Lost in Space, il Robot non fa parte dell'equipaggiamento standard della Jupiter 2, ma viene costruito da Will Robinson per proteggerlo dai bulli a scuola. Will lo porta con sé nel viaggio nello spazio parzialmente smontato e quando la nave madre che trasporta i vari moduli della Jupiter in un rifugio sicuro viene attaccata e il Jupiter 2 viene allontanato dal gruppo principale, Will collega il Robot ai sistemi della nave per fornire loro l'energia necessaria per sfuggire agli alieni.
Il Robot della serie televisiva del 2018 è la causa della distruzione della nave colonia Resolute all'inizio della serie, quando questi reclama il motore dell'astronave e un altro robot suo simile soprannominato Scarecrow (lett. "Spaventapasseri"), che alimentano la Resolute. Il suo attacco intrappola i Robinson e altri coloni su un pianeta condannato, ma dopo aver stretto amicizia con Will Robinson e aver sviluppato l'equivalente di un'anima, sacrifica per proteggere i Robinson da SAR, il secondo robot alieno che i Robinson incontrano. La Resolute e il Robot saltano nel sistema natale del Robot, dove lui e Will si riuniscono dopo la distruzione della SAR. Dopo aver integrato un nuovo motore alieno nella Resolute, il Robot si rivolta contro Will dopo aver salvato Scarecrow morente dalla tortura, ma dopo aver fallito nel tentativo di dirottare la nave per tornare al suo pianeta natale per riparare Scarecrow, aiuta i bambini a dirottare uno Jupiter in modo che possano tornare sul pianeta dopo che Hastings, un membro di alto rango dell'equipaggio, ha cercato di ucciderli. Il Robot rimane indietro per combattere Hastings e le guardie in modo che Will e Ben Adler, un umano con cui ha stretto amicizia, possano restituire Scarecrow alla loro specie. Con il sacrificio di Ben, Scarecrow si riunisce alla sua specie. Più tardi, altri robot simili a Robot e Scarecrow attaccano la Resolute per vendetta e per riavere indietro la loro tecnologia. Mentre i robot alla fine riescono a distruggere la Resolute, Scarecrow si rivolta contro i suoi simili per proteggere i bambini dei coloni, mentre i Robinson e il robot fuggono su una Jupiter integrata con il motore, lasciando genitori e adulti a cavarsela da soli nel sistema natale dei robot, dato che solo 97 persone possono sopravvivere in un singolo Jupiter.

## Caratteristiche
Il robot è composto, dall'alto verso il basso, da:
- Un sensore a bolla di vetro con antenne mobili.
- Un collare ad anello scanalato e traslucido (in realtà una disposizione di costole sagomate, attraverso cui l'artista Bob May poteva vedere).
- Una sezione del tronco cilindrica e rotante con braccia a soffietto estensibili che terminano con artigli meccanici rossi. La sezione del tronco è dotata di controlli, indicatori, una piccola porta scorrevole traslucida attraverso la quale si può accedere ai nastri dati, simili a nastro perforato, una batteria rimovibile e una luce toracica distintiva che si illuminava in sincronia con le frasi pronunciate dal robot (l'attore Bob May ha una chiave all'interno della tuta che tocca a tempo con il dialogo del robot).
- Gambe a soffietto che si pensa si muovessero con una certa agilità ma che, a causa di limitazioni pratiche nel mondo reale, raramente vengono viste in muoversi separatamente.
- Unità trapezoidali a binario continuo nella parte inferiore di ogni gamba. Normalmente sono accoppiate come un singolo dispositivo di locomozione, ma possono anche funzionare come piedi individuali. Le sezioni della gamba e del trattore apparentemente possono essere facilmente staccate, consentendo al Robot di essere posizionato nella parte posteriore del Chariot ATV, sebbene l'operazione di scollegamento effettiva vena raffigurata solo una volta.

Secondo la serie:
- Il robot possiede un potente computer al suo interno che gli consente di effettuare calcoli complessi e di dedurre molti fatti.
- Ha una varietà di sensori che rilevavano numerosi fenomeni e pericoli.
- È programmato con una vasta conoscenza su molti argomenti, incluso come far funzionare la navicella spaziale Jupiter 2. In un episodio della prima stagione, si vede il dottor Zachary Smith rimuovere i nastri di programmazione del robot, che assomigliano a una piccola bobina di nastro magnetico, da uno sportello sotto il pannello toracico del robot.
- La sua costruzione gli consente di funzionare in ambienti estremi e nel vuoto dello spazio.
- È estremamente forte, il che gli consente sia di svolgere lavori difficili che di combattere quando necessario. Inoltre, i suoi artigli possono sparare raggi laser e, più frequentemente, una potente "elettroforza" simile all'elettricità ad arco.

## Sviluppo
Nella serie originale del 1965, Lost in Space, il Robot B-9 viene animato dall'attore Bob May, all'interno di un costume di scena costruito da Bob Stewart. La voce del doppiaggio originale in inglese è invece data dall'attore Dick Tufeld, che è anche il narratore della serie, e da Jorge Arvizu, per quanto riguarda il doppiaggio in spagnolo.
Il Robot è stato progettato da Robert Kinoshita, che ha anche progettato il celeberrimo Robby il robot, protagonista del film Il pianeta proibito (Forbidden Planet, 1956). Entrambi i robot appaiono insieme nei tre episodi Ghost in Space, War of the Robotse terza stagione, Condemned of Space (1966-1967), dove Robby viene chiamato Robot o Robotoid.

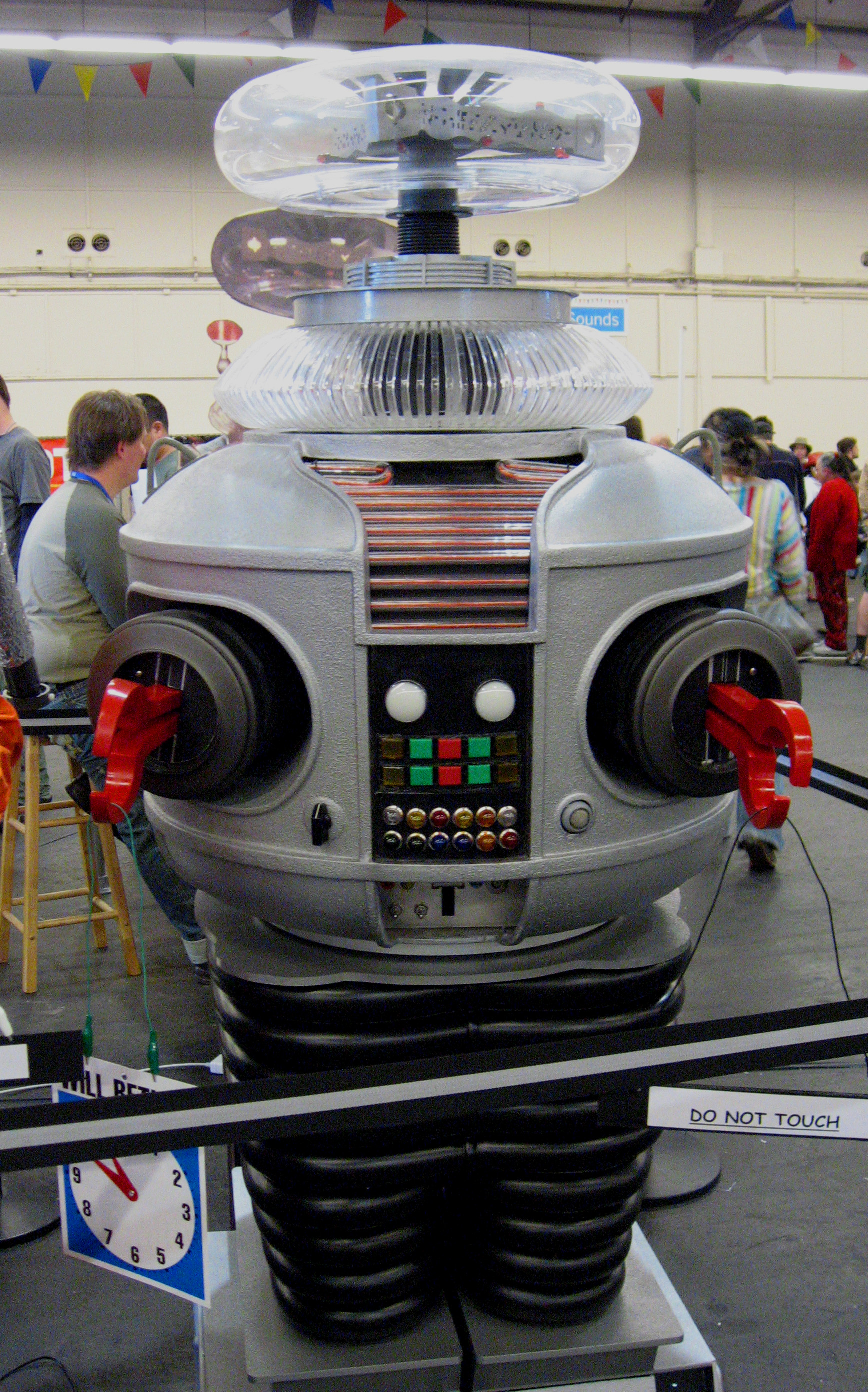
Riproduzione del robot B-9 esposta al Maker Faire

B-9 non appare nell'episodio plota non trasmesso, così come non vi appare il Dr. Smith, ma viene aggiunto alla serie una volta che la stessa viene approvata e quindi dal primo episodio trasmesso.
Inizialmente, le gambe coperte da soffietti sono articolate e vengono mosse separatamente dall'attore all'interno. Tuttavia, i bordi metallici all'interno della tuta feriscono le gambe dell'attore Bob May, vengono così apportate delle modifiche: le gambe vengono imbullonate insieme e il robot viene tirato da un filo invece di camminare come faceva prima. Viene costruita una nuova sezione inferiore con le gambe tagliate all'altezza del ginocchio. Questa scena viene filmata in primo piano o dietro qualcosa per nascondere i piedi dell'attore che sporgono dal fondo. Questa versione della tuta viene informalmente chiamata dal cast e dalla troupe Bermuda shorts (lett. "pantaloncini bermuda".
Nella serie originale vengono utilizzate due versioni del robot: un costume indossato da Bob May e un oggetto di scena statico, utilizzato per riprese lontane o pericolose. Entrambe le versioni sono state lasciate andare in rovina dopo la serie, ma sono state poi scoperte e restaurate. il costume era di proprietà privata del produttore televisivo e cinematografico Kevin Burns, che ne ha commissionato una replica nei primi anni novanta per tour e convention. Il robot "statico" è stato esposto al Science Fiction Museum and Hall of Fame di Seattle, nello stato di Washington, dal 2004 fino a quando non è stato messo all'asta da Heritage Auctions nel 2023.
Così come Robby, anche il costume di scena di B-9 è stato riutilizzato in almeno un'altra occasione: nello spettacolo per bambini del sabato mattina Mystery Island, il robot di Lost in Space è stato modificato e riadattato per trasformarlo nel personaggio principale P.O.P.S. Questo personaggio aveva cupole differenti, una diversa combinazione di colori e una gonna rettangolare di tubi color oro che copriva le gambe e la base del soffietto di gomma.
Uno speciale animato di Lost in Space prodotto nel 1973 per la seconda stagione della serie The ABC Saturday Superstar Movie , presenta un robot molto diverso da quello dalla serie originale. Lo speciale mantiene solo i personaggi del Dr. Smith (doppiato da Jonathan Harris) e del Robot, ora chiamato Robon e di colore distintamente viola. Il suo design è simile a quello dell'originale, sebbene con le braccia retrattili sui lati del busto anziché nella parte anteriore. La sua voce viene fornita da Don Messick.
Nel film del 1998, il Robot ha originariamente un design più elegante ed è dotato di armi, ma la sua forma originale viene distrutta durante un combattimento su una nave aliena scontrandosi con dei "ragni" alieni. Will è in grado di scaricare la maggior parte della sua coscienza prima che il corpo originale del robot venga distrutto, riempiendo le lacune con estratti dei suoi stessi schemi neurali e alla fine riesce a costruire un nuovo corpo per il robot che assomiglia all'aspetto che aveva nella serie originale.
Il Robot del film per la televisione del 2004, The Robinsons: Lost in Space, ha un aspetto più umanoide, sebbene manchino le braccia e le gambe (che presumibilmente sono ancora in magazzino), e ha occhi azzurri rotondi e brillanti in un viso altrimenti anonimo.
Nella serie televisiva del 2018, il Robot è un'intelligenza artificiale aliena all'interno di un androide dall'aspetto scheletrico, che presenta solo poche somiglianze con le versioni precedenti, tra cui la sua celebre battuta e la lealtà nei confronti di Will. Può invece trasformarsi in una forma da combattimento che ricorda il carro armato del film del 1998.

## Frasi celebri
Lost in Space è particolarmente ricordato per le frasi celebri ripetute dal Robot, come "Warning! Warning!" (lett. "Attenzione! Attenzione!") e "It does not compute" (lett. "Non calcola"). La frase probabilmente più celebre del robot è tuttavia "Danger, Will Robinson!" (lett. "Pericolo, Will Robinson!"), che ha origine nella serie quando il Robot avverte il giovane Will Robinson di minacce imminenti. La frase è stata utilizzata anche come slogan film del 1998, il cui sito web ufficiale aveva l'indirizzo "www.dangerwillrobinson.com".

## Filmografia

### Cinema
- Lost in Space - Perduti nello spazio, regia di Stephen Hopkins (1998) - Dick Tufeld (voce)

### Televisione
- Lost in Space - serie TV, 84 episodi (1965-1968) - Bob May (animazione), Dick Tufeld (voce)
- The ABC Saturday Superstar Movie - serie animata, episodio 2x01 (1973) - Don Messick
- I Simpson (The Simpsons) - serie animata, episodio 10x09 (1998) - Dick Tufeld (voce)
- The Robinsons: Lost in Space, regia di John Woo - film TV (2004) - Dick Tufeld (voce)
- Lost in Space - serie TV, 24 episodi (2018-2021) - Brian Steele (personaggio)

## Romanzi
- (EN) Dave Van Arnam e Ron Archer, Lost in Space, Pyramid Books, 1967.

## Fumetti
- Space Family Robinson, 1965-1982
- Lost in Space, 1991
- Irwin Allen's Lost in Space, the Lost Adventures, 2016

## Merchandising
- Repliche a grandezza naturale del robot sono disponibili in commercio. Altre versioni sono state costruite da hobbisti in tutto il mondo, che hanno costruito almeno 15 repliche dettagliate a grandezza naturale del Robot.[10][11]